# Accipiter fasciatus
L'astore australiano (Accipiter fasciatus (Vigors e Horsfield, 1827)) è un uccello rapace della famiglia degli Accipitridi diffuso nella regione australasiatica.

## Descrizione

### Dimensioni
Misura 40-55 cm di lunghezza, per un peso di 250-415 g nel maschio e di 440-740 g nelle femmine più grandi; l'apertura alare è di 74-96 cm.

### Aspetto
L'astore australiano è un rapace di medie dimensioni. Ha la testa marrone e parti superiori di colore variabile dal grigio-ardesia al marrone. Un superbo collare bruno-rossastro adorna la parte alta della nuca. Le parti inferiori bruno-rossastre sono ricoperte da sottili barre bianche. Le ali dalle punte arrotondate mostrano un colore variabile dal marrone al grigio sulla parte superiore. Il sottoala varia invece dal camoscio al bruno-rossastro con le estremità più scure. La lunga coda arrotondata è grigia con barre scure. Le zampe sono gialle e allungate, e presentano spessi calzari bruno-rossastri a livello delle cosce. L'iride è giallo brillante. I maschi sono più piccoli delle femmine.
I giovani hanno gli occhi grigio-brunastri. Il loro piumaggio marrone è fortemente striato. Viene riconosciuta una dozzina di sottospecie. La razza didimus è particolarmente degna di nota per le piccole dimensioni e il piumaggio estremamente pallido. L'astore australiano viene spesso confuso con lo sparviero australiano (Accipiter cirrocephalus). Sebbene queste due specie abbiano un piumaggio abbastanza simile, facendo un po' di attenzione sono piuttosto facilmente distinguibili. Gli sparvieri australiani hanno la coda squadrata e non arrotondata, zampe più sottili e artigli meno potenti. Inoltre sono privi dell'ampio sopracciglio presente nell'astore australiano e gli esemplari maschi sono considerevolmente più piccoli: superano difficilmente i 29-33 centimetri.

### Voce
Gli astori australiani emettono dei keek keek keek crescenti. Producono anche degli ee-you-wick, ee-you-wick bassi e prolungati. Le femmine hanno voci più profonde di quelle dei maschi. Al di fuori dei dintorni del nido, questi uccelli hanno una comunicazione relativamente discreta.

## Biologia

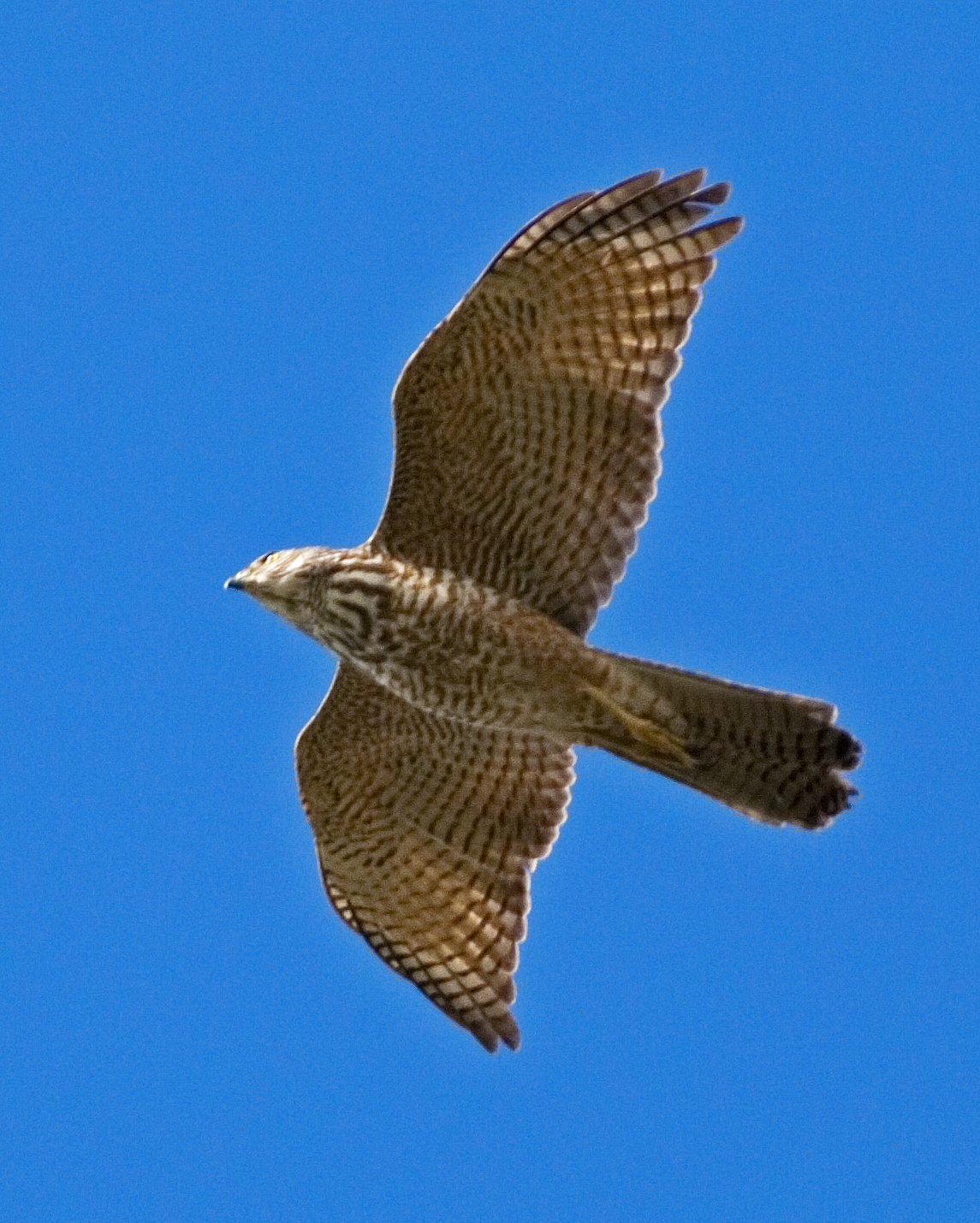
Un esemplare immaturo nei cieli della Tasmania.

Gli astori australiani non sono affatto socievoli. La maggior parte delle volte vengono avvistati da soli e qualche volta in coppia. A causa del loro comportamento molto discreto e del loro atteggiamento prudente, vengono avvistati molto raramente. Per questo motivo, il numero di esemplari viene spesso sottostimato. Gli esemplari che vivono sull'isola di Christmas sono tuttavia molto amichevoli e talvolta arrivano a seguire i visitatori nella foresta. Gli astori australiani si nascondono nello strato medio e inferiore degli alberi, dai quali sbucano fuori improvvisamente per lanciarsi sulle loro prede. Per ghermirle, utilizzano le lunghe zampe e gli artigli potenti. Occasionalmente, braccano gli insetti sul terreno e li catturano correndo. Non appena hanno catturato la loro vittima, gli astori australiani tornano al loro posatoio dove la consumano dopo averla parzialmente spennata o spellata. In Nuova Caledonia, quando non cacciano, gli astori australiani effettuano parate e acrobazie aeree, eseguendo tonneaux, looping e picchiate di diverse decine di metri di dislivello.
Gli astori australiani sono dei migratori parziali. In inverno, i giovani e alcuni adulti, specialmente quelli che vivono a quote maggiori, si avvicinano alle coste dell'Australia settentrionale. Dopo l'involo, gli immaturi talvolta si spostano a più di 900 km dal loro luogo di nascita. All'inizio dell'autunno, si riversano nelle periferie delle città. Le razze insulari sono sedentarie.

### Alimentazione
Gli astori australiani sono predatori piuttosto formidabili. Si nutrono di piccoli mammiferi (i conigli sembrano essere una delle loro prede preferite), così come di uccelli, rettili, anfibi e insetti. Occasionalmente si cibano anche di carogne. A volte sanno essere molto opportunisti: specialmente nelle città e nelle loro periferie, gli astori volano a bassa quota e catturano gli storni e i passeri quando rientrano la sera verso i loro luoghi di riposo. Secondo Warner, e in contraddizione con quanto affermato in precedenza, le prede vengono consumate sul posto. Sempre quest'ultimo autore afferma che, almeno in Nuova Caledonia, non ha mai visto nessun astore australiani trasportare una preda. Durante il primo periodo di soggiorno nel nido, i giovani nidiacei ricevono cibo rigurgitato.

### Riproduzione
In Australia, la stagione riproduttiva va da luglio a dicembre. Gli astori australiani costruiscono un grande nido fatto di rami sull'albero più grande è disponibile in prossimità di un corso d'acqua o ai margini di una foresta, tra 2 e 36 metri di altezza dal suolo. In Nuova Guinea, esso è spesso situato nelle immediate vicinanze di un giardino. Può essere anche riutilizzato all'occorrenza il nido abbandonato di un altro rapace. Il fondo del nido è rivestito con foglie fresche di eucalipto. Entrambi i genitori difendono aggressivamente il loro territorio e l'area che circonda il nido. Questa zona di influenza viene generalmente mantenuta per diversi anni consecutivi. La covata comprende generalmente 3 uova, di colore bianco-bluastro, prive di macchie o con appena qualche piccolo segno bruno-rossastro. Il periodo di incubazione dura circa 30 giorni. La cova è compito pressoché esclusivo della femmina, che viene sostituita dal maschio solo quando non è costretta ad assentarsi. I giovani astori lasciano il nido nel giro di 28-37 giorni dopo la schiusa, ma hanno bisogno di altre sei settimane per essere completamente autonomi.

## Distribuzione e habitat
Gli astori australiani frequentano principalmente le foreste monsoniche, le zone boschive, i margini delle foreste, le savane e i terreni coltivati caratterizzati da una copertura scarsa. Si trovano generalmente in ambienti boschivi più aperti e più aridi di quelli frequentati dagli astori grigi (Accipiter novaehollandiae). Il loro habitat di elezione necessita di posatoi più o meno elevati a partire dai quali possono talvolta cacciare alla posta. In Nuova Caledonia, questi uccelli preferiscono zone molto aperte, le regioni ricoperte da boscaglie, le savane o le praterie erbose che costeggiano i corsi d'acqua. Nelle Isole della Lealtà, si insediano volentieri nelle piantagioni di palme da cocco e negli ambienti boschivi ricchi di radure piuttosto che nelle foreste fitte.
Questo astore è presente un po' ovunque nel continente australiano laddove trovi habitat adatti. È presente anche in Nuova Guinea, nelle Piccole Isole della Sonda, in Nuova Caledonia e nelle Nuove Ebridi.

## Tassonomia
Vengono riconosciute ufficialmente tredici sottospecie:
- A. f. natalis (Lister, 1889), endemica dell'isola di Christmas.
- A. f. wallacii (Sharpe, 1874), diffusa nelle Piccole Isole della Sonda, da Lombok, a ovest, fino a Wetar e Babar, a est;
- A. f. tjendanae Stresemann, 1925, endemica di Sumba;
- A. f. stresemanni Rensch, 1931, diffusa a Bonerate e nell'arcipelago di Tukangbesi, a sud di Sulawesi;
- A. f. savu Mayr, 1941, endemica dell'isola di Savu;
- A. f. hellmayri Stresemann, 1922, diffusa nelle isole di Timor, Semau e Rote;
- A. f. buruensis Stresemann, 1914, endemica di Buru, nelle Molucche meridionali;
- A. f. dogwa Rand, 1941, diffusa nel sud della Nuova Guinea;
- A. f. polycryptus Rothschild e Hartert, 1915, diffusa nella Nuova Guinea orientale;
- A. f. vigilax (Wetmore, 1926), diffusa in Nuova Caledonia, nelle Isole della Lealtà e nelle Vanuatu;
- A. f. didimus (Mathews, 1912), diffusa lungo il litorale tropicale dell'Australia settentrionale, dall'Australia Occidentale fino alla penisola di Capo York;
- A. f. fasciatus (Vigors e Horsfield, 1827), diffusa nell'Australia meridionale, in Tasmania e nelle isole Salomone;
- A. f. rosselianus Mayr, 1940, endemica di Rossel, un'isola delle Luisiadi.

A. f. natalis è stata talvolta considerata come una sottospecie dell'astore variabile (Accipiter hiogaster).

## Conservazione
L'astore australiano è generalmente considerato come una specie comune o addirittura molto diffusa. Se il suo habitat verrà preservato, il suo futuro non sembra essere minacciato. Tuttavia, la razza natalis che vive sull'isola di Christmas viene classificata come in pericolo critico. In alcuni luoghi, tra cui le Isole della Lealtà, l'astore australiano viene perseguitato: esso è considerato come una vera piaga, in quanto può attaccare gli uccelli da cortile. Ciononostante, l'astore australiano viene classificato dalla IUCN come «specie a rischio minimo» (Least Concern).